# ガリシア統計局
ガリシア統計局（スペイン語: Instituto Gallego de Estadística, ガリシア語: Instituto Galego de Estatística、IGE）は、スペイン・ガリシア州にある行政機関。ガリシア州政府が管轄している。

## 歴史
1981年に自治州としてガリシア州が設置され、スペイン国内各地域の自治権が拡大されると、1988年にガリシア州政府によってガリシア統計局が設置された。ガリシア州の州都であるア・コルーニャ県サンティアゴ・デ・コンポステーラに本部を置いている。1988年にスペイン政府によって制定された統計法が設置の根拠となっている。公共福祉・教育・産業・文化など、ガリシア州内の様々な統計情報を取り扱っている。スペイン政府が管轄する行政機関としてスペイン国立統計局があるが、ガリシア統計局はスペイン国立統計局の下部組織ではなく別個の組織である。